# Francisco Villagarcía
Francisco Villagarcía fue un político peruano. 
Estudió en el Colegio Nacional de Ciencias y Artes del Cusco. Fue miembro del Congreso Constituyente de 1860 por la provincia litoral de Ica entre julio y noviembre de 1860. durante el tercer gobierno de Ramón Castilla. Este congreso elaboró la Constitución de 1860, la séptima que rigió en el país y la que más tiempo ha estado vigente pues duró, con algunos intervalos, hasta 1920, es decir, sesenta años. Luego de expedida la constitución, el congreso se mantuvo como congreso ordinario hasta 1863.
Participó en el Combate del 2 de mayo de 1866. Fue elegido diputado por la provincia de Calca entre 1868 y 1871 durante el gobierno de José Balta.  Posteriormente sería elegido como diputado por la provincia de Paucartambo en 1895 y reelecto en 1901 durante la República Aristocrática.